# Radermachera sinica
Espèce
Classification phylogénétique
Radermachera sinica est une espèce de plantes à fleurs de la famille des Bignoniacées. C'est un arbre originaire d'Asie, notamment du Sud de la Chine, souvent cultivé comme plante d'appartement.
Nom scientifique : Radermachera sinica (Hance) Hemsl. (synonyme : Stereospermum sinicum Hance).
L'adjectif spécifique, sinica, signifie « de Chine ».

## Description
Radermachera sinica est un arbre qui peut atteindre 30 mètres de haut avec un tronc d'un mètre de diamètre.
Les feuilles, longues de 20 à 70 cm et larges de 15 à 25 cm, sont composées bipennées. Les nombreuses folioles, de couleur vert brillant, ont de 2 à 4 cm de long.
Les fleurs sont jaunes, en forme de clochettes de 7 cm environ de long, évoquant celle du Catalpa.

## Distribution
Cette espèce est originaire d'Asie tropicale et tempérée :
- Extrême-Orient : Chine (Guangdong, Guangxi, Guizhou, Yunnan) ; Taïwan ; Îles Ryukyu (Japon) ;
- Sous-continent indien : Bhoutan, Assam, Bengale occidental
- Indochine : Myanmar, Vietnam.

## Utilisation
Radermachera sinica est souvent vendu comme plante verte d'appartement, appréciée surtout pour son feuillage brillant. Il ne fleurit normalement pas en culture d'intérieur. Cette plante a besoin pour prospérer de beaucoup de lumière et d'humidité. Comme c'est le cas pour beaucoup de plantes d'appartement, le jaunissement du feuillage indique soit un manque d'eau, soit au contraire un excès d'eau.